# Quartär (Chemie)
|                                              | Rot markierte Zentralatome in verschiedenen Stoffgruppen. Vergleich von quartären mit primären, sekundären und tertiären Zentralatomen. Quartär bezeichnet den Substitutionsgrad. |          |         |                 |
|                                              | primär | sekundär | tertiär | quartär         |
| Kohlenstoffatom einer organischen Verbindung | |          |         |                 |
| Alkohol                                      | |          |         | existiert nicht |
| Amin                                         | |          |         | (siehe QAV)     |
| Carbonsäureamid                              | |          |         | existiert nicht |
| Phosphin                                     | |          |         | (siehe QPV)     |

In der organischen Chemie ist das Wort „quartär“ eine Bezeichnung für  vier an ein Zentralatom  (Kohlenstoff, Stickstoff, Phosphor) gebundene organische Reste (Organyl-Rest, wie Alkyl-Rest, Alkenyl-Rest, Aryl-Rest, Alkylaryl-Rest etc.).
Beispiele für quartäre Zentralatome
- ein Kohlenstoffatom in einem Alkan, an das vier Substituenten jedoch kein Wasserstoffatom gebunden ist,
- ein Stickstoffatom in einem quartären Ammoniumsalz,[3] an das vier Kohlenstoffatome gebunden sind oder
- ein Phosphoratom in einem quartären Phosphoniumsalz, an das vier Kohlenstoffatome gebunden sind.

Beispiele für solche Verbindungen ist das Alkan Neopentan (2,2-Dimethylpropan) mit dem quartären Kohlenstoffatom in der Mitte, das quartäre Ammoniumsalz Tetrabutylammoniumbromid und das quartäre Phosphoniumsalz Tetramethylphosphoniumbromid.